# Europa Verde
Europa Verde es un partido político verde y progresista de Italia, fundado en 2021.
Nació como lista electoral para participar en las elecciones al Parlamento Europeo de 2019 en conexión con el Partido Verde Europeo. Esta coalición estaba compuesta por la Federación de los Verdes, Posible, Green Italia (cuyo líder también es miembro de Posible) y Verdes de Tirol del Sur.

## Historia
Inicialmente, la Federación de los Verdes llegó a un acuerdo con Italia en Común de Federico Pizzarotti para formar una lista para las elecciones al Parlamento Europeo de 2019; sin embargo, en marzo, Pizzarotti decidió abandonar la alianza con los Verdes para llegar a un acuerdo con Más Europa. Posteriormente, los Verdes llegaron a un acuerdo con Posible de Beatrice Brignone, que sometió la alianza a un voto interno entre sus miembros.
Después de eso, un artículo de Il Foglio informó que dos candidatos en la lista (Giuliana Farinaro y Elvira María Vernengo) habían recibido apoyo del Frente Verde (liderado por Vincenzo Galizia, exlíder de la sección juvenil de Llama Tricolor), Giuseppe Civati retiró (informalmente) su candidatura y suspendió su campaña electoral.
En las elecciones al PE, la lista recibió el 2,29% de los votos, por lo que no superó el umbral del 4% de la ley electoral italiana. Civati fue el candidato más votado en la lista con 12 247 preferencias.

## Composición
La alianza de 2019 estaba compuesta por los siguientes partidos:
| Partido | Partido                         | Ideología principal | Líder                          |
| ------- | ------------------------------- | ------------------- | ------------------------------ |
|         | Federación de los Verdes (FdV)  | Política verde      | Angelo Bonelli                 |
|         | Posible (Pos)                   | Progresismo         | Beatrice Brignone              |
|         | Green Italia (GI)               | Política verde      | Annalisa Corrado               |
|         | Verdes de Tirol del Sur (Grüne) | Política verde      | Tobias Planer y Brigitte Foppa |

## Resultados electorales

### Parlamento Europeo
| Parlamento Europeo |               |      |         |     |                 |
| Año electoral      | Votos         | %    | Escaños | +/– | Líder           |
| 2019               | 621 492 (7.º) | 2,32 | 0/73    | –   | Giuseppe Civati |

1. ↑  Como candidato principal.

### Consejos Regionales
| Región        | Año electoral | Votos        | %    | Escaños | +/− |
| ------------- | ------------- | ------------ | ---- | ------- | --- |
| Emilia-Romaña | 2020          | 42 156 (8.º) | 1,95 | 1/50    | –   |
| Umbría        | 2019          | 5975 (10vo)  | 1,43 | 0/21    | –   |